# Szabó Zsolt (politikus, 1963)
Szabó Zsolt (Eger, 1963. október 20. – ) magyar politikus; 2010. május 14. óta a Fidesz – Magyar Polgári Szövetség országgyűlési képviselője.

## Életrajz
A hatvani Bajza József Gimnázium angol–matematika szakán végezte el középfokú tanulmányait.
2006 és 2010 között Hatvan helyi önkormányzatának tagja. 2010 és 2014 között Hatvan polgármestere.
2010. május 14. óta a Fidesz – Magyar Polgári Szövetség országgyűlési képviselője a Heves vármegyei (2022-ig: megyei) 3. számú országgyűlési egyéni választókerületben.
Társalgási szinten tud angol nyelven.

## Személye körüli viták
- 2014-ben Szabó Zsolt az államtitkárság mellett döntött a polgármesterség helyett, utódja Horváth Richárd lett. De Szabó távozása után kabinetfőnőkként a hatvani városházán maradt az államtitkár támogatását élvező Tóth Csaba, így Szabó továbbra is meg tudta őrizni a befolyását a városban. A hatvani polgármester, Horváth Richárd később kirúgta Tóth Csabát a városházáról. A kirúgás után feszültség keletkezett a hatvani polgármester és Szabó Zsolt között, médiaállítások szerint ennek köszönhető, hogy míg az államtitkárral jó viszonyt ápoló polgármesterek települései több milliárd forintot nyertek, addig Hatvannak csupán 55 millió forintnyi támogatás jutott az európai uniós terület- és településfejlesztési programból. Lázár János, miniszterelnökséget vezető miniszter bejelentette, hogy felülvizsgáltatja a Hatvant érintő összes TOP-pályázatot. Lázár Horváth Richárd polgármesternek adott igazat, és azt mondta, hogy Szabó Zsolt államtitkár súlyos hibát követett el.[3]
- A Magyar Nemzet 2018. március 23-án megjelent cikke szerint Szabó Zsolt több mint 4,8 millió dollárt, azaz bő 1,2 milliárd forintot tart egy offshore számlán. A lap bemutat egy pecséttel és okmánybélyeggel ellátott dokumentumot, amelyen a közvetítő offshore cég képviselőjének és a közjegyzőnek az aláírása is szerepel.  Az államtitkár cégének neve Joy World Enterprise Limited, 2013. június 10-én jegyezték be. Szabó vagyonnyilatkozatában nincs nyoma a vállalkozásnak. A cég számláján található összeg jelenleg zárolva van, mert a számlavezetés díját (évente 300 dollár) csak 2017 végéig fizették ki.[4]  Szabó Zsolt facebook oldalán reagált, amiben azt írta, hogy ez nem más, mint Simicska Lajos és pártjának a szervezett lejárató akciója. Feljelentést tesz mindazok ellen, akik ezzel vádolják, és minden olyan médium ellen is, amelyek az említett vádakkal illették.  A cikkek megjelenése után pár órával a Nemzeti Fejlesztési Minisztérium az alábbi közleményt adta ki: "Simicska Lajos lejárató kampányának a része a Szabó Zsolt elleni támadás. Sem Szabó Zsoltnak, sem a feleségének nincsen külföldi számlája. Szabó Zsolt a szükséges jogi lépéseket megteszi, büntetőfeljelentést tesz az ügyben."[5]
Ugyanezen a napon Vámospércsen tartott egy nyilvánosnak nevezett fórumot, ahonnan biztonsági emberei felhasználásával elzavarta az újságírókat.[6]2018. május 23-án a Hír Tv megkeresésére a Központi Nyomozó Főügyészség elárulta, hogy az ügyben – a feljelentés kiegészítésének elrendelését követően – nyomozás indult.[7] A szocialista Tóth Bertalan kérdésére Polt Péter főügyész azt válaszolta, hogy különösen nagy vagyoni hátrányt okozó költségvetési csalás miatt nyomoz az ügyészség Szabó Zsolt fideszes államtitkár ügyében. Polt válaszában az olvasható, hogy a nyomozóhatóság mostanáig okirati bizonyítékokat szerzett be az ügyben, és jelen állás szerint június 25-ig kell lezárni a nyomozást. Az ügyben a nyomozás bűncselekmény egyszerű gyanúja miatt van folyamatban, ezért a mentelmi jog egyelőre nincs veszélyben.[8]